# Grammy Awards 1975
Am 1. März 1975 fand die 17. Grammy-Verleihung statt. Dieser wichtigste US-amerikanische Musikpreis wurde bei den Grammy Awards 1975 47-mal vergeben und Preisträger aus 15 verschiedenen Feldern wurden dabei ausgezeichnet.

## Hauptkategorien
Single des Jahres (Record of the Year):
- I Honestly Love You von Olivia Newton-John

Album des Jahres (Album of the Year):
- Fulfillingness' First Finale von Stevie Wonder

Song des Jahres (Song of the Year):
- The Way We Were von Barbra Streisand (Autoren: Alan Bergman, Marilyn Bergman, Marvin Hamlisch)

Bester neuer Künstler (Best New Artist):
- Marvin Hamlisch

## Pop
Beste weibliche Gesangsdarbietung – Pop (Best Pop Vocal Performance, Female):
- I Honestly Love You von Olivia Newton-John

Beste männliche Gesangsdarbietung – Pop (Best Pop Vocal Performance, Male):
- Fulfillingness' First Finale von Stevie Wonder

Beste Darbietung eines Duos oder einer Gruppe mit Gesang – Pop (Best Pop Performance By A Duo Or Group With Vocals):
- Band on the Run von den Wings

Beste Instrumentaldarbietung – Pop (Best Pop Instrumental Performance):
- The Entertainer von Marvin Hamlisch

## Rhythm & Blues
Beste weibliche Gesangsdarbietung – R&B (Best R&B Vocal Performance, Female):
- Ain't Nothing Like the Real Thing von Aretha Franklin

Beste männliche Gesangsdarbietung – R&B (Best R&B Vocal Performance, Male):
- Boogie On Reggae Woman von Stevie Wonder

Beste Darbietung eines Duos oder einer Gruppe mit Gesang – Pop (Best R&B Performance By A Duo Or Group With Vocals):
- Tell Me Something Good von Rufus

Beste Instrumentaldarbietung – R&B (Best R&B Instrumental Performance):
- TSOP (The Sound Of Philadelphia) von MFSB

Bester R&B-Song (Best R&B Song):
- Living for the City von Stevie Wonder (Autor: Stevie Wonder)

## Country
Beste weibliche Gesangsdarbietung – Country (Best Country Vocal Performance, Female):
- Love Song von Anne Murray

Beste männliche Gesangsdarbietung – Country (Best Country Vocal Performance, Male):
- Please Don't Tell Me How The Story Ends von Ronnie Milsap (Autor: Kris Kristofferson)

Beste Country Darbietung eines Duo oder Gruppe (Best Country Vocal Performance By A Duo Or Group):
- Fairytale von den Pointer Sisters

Bestes Darbietung eines Countryinstrumentals (Best Country Instrumental Performance):
- The Atkins – Travis Traveling Show von Chet Atkins & Merle Travis

Bester Countrysong (Best Country Song):
- A Very Special Love Song von Charlie Rich (Autoren: Billy Sherrill, Norris Wilson)

## Jazz
Beste Jazz-Darbietung eines Solisten (Best Jazz Performance By A Soloist):
- First Recordings! von Charlie Parker

Beste Jazz-Darbietung einer Gruppe (Best Jazz Performance By A Group):
- The Trio von Joe Pass, Niels Pedersen & Oscar Peterson

Beste Jazz-Darbietung einer Big Band (Best Jazz Performance By A Big Band):
- Thundering Herd von Woody Herman

## Gospel
Beste Gospel-Darbietung (Best Gospel Performance):
- The Baptism Of Jesse Taylor von den Oak Ridge Boys

Beste Soul-Gospel-Darbietung (Best Soul Gospel Performance):
- In The Ghetto von James Cleveland & The Southern California Community Choir

Beste Inspirational-Darbietung (ohne Klassik) (Best Inspirational Performance, Non-Classical):
- How Great Thou Art von Elvis Presley

## Folk
Beste Ethnofolk- oder traditionelle Folk-Aufnahme (Best Ethnic Or Traditional Recording):
- Two Days In November von Doc Watson & Merle Watson

## Für Kinder
Beste Aufnahme für Kinder (Best Recording For Children):
- Winnie the Pooh and Tigger Too von Sebastian Cabot, Sterling Holloway & Paul Winchell

## Sprache
Beste gesprochene Aufnahme (Best Spoken Word Recording):
- Good Evening von Peter Cook und Dudley Moore

## Comedy
Beste Comedy-Aufnahme (Best Comedy Recording):
- That Nigger's Crazy von Richard Pryor

## Musical Show
Beste Musik eines Original-Cast-Show-Albums (Best Score From The Original Cast Show Album):
- Raisin von der Originalbesetzung mit Virginia Capers, Joe Morton, Ernestine Jackson, Robert Jackson, Deborah Allen und Helen Martin (Komponisten: Robert Brittan, Judd Woldin; Produzent: Thomas Z. Shepard)

## Komposition / Arrangement
Beste Instrumentalkomposition (Best Instrumental Composition):
- Tubular Bells – Theme From The Exorzist von Mike Oldfield

Album mit der besten Originalmusik geschrieben für einen Film oder ein Fernsehspecial (Album Of Best Original Score Written For A Motion Picture Or A Television Special):
- The Way We Were von Barbra Streisand (Komponisten: Alan Bergman, Marilyn Bergman, Marvin Hamlisch)

Bestes Instrumentalarrangement (Best Instrumental Arrangement):
- Threshold (Arrangeur: Patrick Williams)

Bestes Arrangement mit Gesangsbegleitung (Best Arrangement Accompanying Vocalists):
- Down To You von Joni Mitchell (Arrangeure: Joni Mitchell, Tom Scott)

## Packages und Album-Begleittexte
Bestes Album-Paket (Best Album Package):
- Come And Gone von Mason Proffit

Bester Album-Begleittext (Best Album Notes):
- For The Last Time von Bob Wills & His Texas Playboys (Verfasser: Charles R. Townsend)
- The Hawk Flies von Coleman Hawkins (Verfasser: Dan Morgenstern)

Bester Album-Begleittext – Klassische Musik (Best Album Notes – Classical):
- The Classic Erich Wolfgang Korngold von Ulf Hoelscher und dem Symphonieorchester des Süddeutschen Rundfunks unter Leitung von Willy Mattes (Verfasser: Rory Guy)

## Produktion und Technik
Beste technische Aufnahme, ohne klassische Musik (Best Engineered Recording, Non-Classical):
- Band on the Run von Paul McCartney & the Wings (Technik: Geoff E. Emerick)

Beste technische Klassikaufnahme (Best Engineered Recording, Classical):
- Hector Berlioz: Symphonie Fantastique vom Chicago Symphony Orchestra unter Leitung von Georg Solti (Technik: Kenneth Wilkinson)

Produzent des Jahres (Best Producer Of The Year):
- Thom Bell

## Klassische Musik
Bestes Klassik-Album des Jahres (Album Of The Year, Classical):
- Berlioz: „Symphonie Fantastique“ des Chicago Symphony Orchestra unter der Leitung von Georg Solti

Beste klassische Orchesterdarbietung (Best Classical Performance – Orchestra):
- Berlioz: Symphonie Fantastique des Chicago Symphony Orchestra unter der Leitung von Georg Solti

Beste Opernaufnahme (Best Opera Recording):
- Puccini: „La Bohème“ von Judith Blegen, Montserrat Caballé, Plácido Domingo, Sherrill Milnes, Ruggero Raimondi und das London Philharmonic Orchestra unter Leitung von Georg Solti

Beste Chor-Darbietung, Klassik (ohne Oper) (Best Choral Performance, Classical, Other Than Opera):
- Berlioz: „La damnation de Faust“ von den Ambrosian Singers, dem Wandsworth School Boys Choir und dem London Symphony Orchestra und Chor unter Leitung von Colin Davis

Beste Soloinstrument-Darbietung mit Orchester (Best Classical Performance Instrumental Soloist or Soloists With Orchestra):
- Schostakowitsch: Violinkonzert Nr. 1 von David Oistrach und dem New Philharmonia Orchestra unter Leitung von Maxim Schostakowitsch

Beste Soloinstrument-Darbietung ohne Orchester (Best Classical Performance Instrumental Soloist or Soloists Without Orchestra):
- Albeniz: „Iberia“ von Alicia de Larrocha

Beste Kammermusik-Darbietung (Best Chamber Music Performance):
- Brahms: Trios (Gesamtaufnahme) / Schumann: Trio Nr. 1 in D-Moll von Pierre Fournier, Arthur Rubinstein und Henryk Szeryng

Beste klassische Solo-Gesangsdarbietung (Best Classical Vocal Soloist Performance):
- Leontyne Price Sings Richard Strauss von Leontyne Price

## Special Merit Awards
Der Grammy Lifetime Achievement Award und der Trustees Award wurden 1975 nicht vergeben.